# Medalla Florey
La medalla Florey es un premio australiano a la investigación biomédica. Lleva el nombre de Howard Walter Florey, premio Nobel de Medicina y Fisiología. La medalla se otorga cada dos años y el agraciado recibe la suma de $50,000 dólares.
La medalla fue otorgada por primera vez en 1998, en el centenario del nacimiento de Howard Florey. Es administrada por el Instituto Australiano de Política y Ciencia y ha sido patrocinada por empresas o empresarios como F H Faulding, Mayne, Merck & Co., y actualmente es patrocinado por CSL Limited.

## Premiados
Los premiados han sido:
- 1998 – Barry Marshall y Robin Warren por su trabajo en la Helicobacter pylori.
- 2000 – Jacques Miller, por sus trabajos sobre la función del timo.
- 2002 – Colin L. Masters, por sus investigaciones sobre la Enfermedad de Alzheimer.
- 2004 – Peter Colman, por sus investigaciones sobre la biología estructural.
- 2006 – Ian Frazer, por los avances en la vacuna Gardasil contra el cáncer cervical.
- 2009 – John Hopwood, por la investigación y aplicación clínica en la enfermedad por depósito lisosomal.
- 2011 – Graeme Clark, por su invención del implante coclear.[4]
- 2013 – Ruth Bishop, por su trabajo en la comprensión de los rotavirus y la creación de una vacuna.[5]
- 2015 – Perry Bartlett, por sus descubrimientos para la comprensión del cerebro.[6]
- 2017 - Elizabeth Rakoczy, del Lions Eye Institute de la Universidad de Australia Occidental, por su trabajo sobre una nueva terapia génica relacionada con la degeneración macular.[7]
- 2019 - David Vaux y Andreas Strasser, del Walter & Eliza Hall Institute, por su trabajo en revelar los vínculos entre la muerte celular y el cáncer.[8]